# José Castillo (beisbolista)
José Castillo Rondón (Municipio Las Mercedes, Guárico; 19 de marzo de 1981-Municipio Cocorote, Yaracuy, 7 de diciembre de 2018) fue un beisbolista venezolano. Participó en las Ligas Mayores de Estados Unidos jugando como infielder (jugador de cuadro) para  Pittsburgh Pirates, San Francisco Giants y Houston Astros, en la Liga Venezolana de Béisbol Profesional con los Leones del Caracas, Bravos de Margarita, Caribes de Anzoátegui, Tiburones de La Guaira, Tigres de Aragua y Cardenales de Lara, en la Liga Japonesa de Béisbol Profesional con los Chiba Lotte Marines y en la Liga Mexicana de Béisbol con los Rojos del Águila de Veracruz (equipo con el cual fue campeón en la temporada 2012) y con los Pericos de Puebla.

## Carrera profesional
Fue firmado originalmente como infielder por los Piratas de Pittsburgh en el béisbol estadounidense en 1997. En la temporada 1999-2000 se inicia con los Leones del Caracas en el béisbol venezolano. El 7 de abril de 2004 hace su estreno en las grandes ligas convirtiéndose así en el venezolano 162 en jugar en la máxima categoría del béisbol organizado.
Es dejado en libertad por los Piratas en noviembre de 2007, firmado por los Marlins de Florida en diciembre del mismo año y adquirido por los Gigantes de San Francisco durante los entrenamientos primaverales en marzo de 2008. 
Fue uno de los jugadores claves y más representativo de los Leones del Caracas en la década pasada y adoptó como sobrenombre «el Hacha».
En la temporada 2005-2006 no participó con los Leones del Caracas debido a una lesión.
De cara a la temporada 2011-2012 de la Liga Venezolana de Béisbol Profesional, fue trasladado junto con Jackson Melián del equipo Leones del Caracas al de Bravos de Margarita, a cambio de los peloteros Yorvit Torrealba, Dixon Machado y Junior Subero, provenientes de dicho equipo.
En 2012 pasa a formar parte del equipo Caribes de Anzoátegui, tras un cambio desde Bravos de Margarita por el jugador Jonathan Herrera.
Castillo fue campeón de la LVBP en dos oportunidades, con Caribes de Anzoátegui (2015) y Leones del Caracas (2010).

## Campeón con los Rojos del Águila en 2012
Castillo en México llega a Rojos del Águila de Veracruz donde fue campeón de liga, fue máximo productor de carreras y ayudó a que los rojos fueran líderes en bateo colectivo, además contribuyó con 18 palos de vuelta completa incluyendo 3 en la serie final.
Tras la temporada es cedido a Pericos de Puebla como pago por jugadores de Pericos cedidos al Águila. Castillo está teniendo una gran temporada en la angelópolis, donde es el mejor jonronero del equipo, líder productor de carreras y contribuye al mejor bateo colectivo del 2013.
En 2016 es traspasado a los Tiburones de La Guaira junto con su tocayo José Gil en cambio por el jardinero Rafael Ortega.
En diciembre de 2017 tras un nuevo cambio pasa a los Tigres de Aragua por el receptor Luis Villegas y el infielder Miguel Méndez.
En julio de 2018 pasa a los Cardenales de Lara en cambio por el infielder Erick Salcedo. Sumando así su sexta franquicia en el béisbol rentado venezolano, en este mismo año el 18 de octubre «el Hacha» llegó a los 1000 imparables con Los Pájaros Rojos en el partido contra Caribes.

## Muerte
Falleció de forma trágica el 7 de diciembre de 2018 en un accidente de tránsito provocado por un objeto contundente puesto en la vía pública cuando viajaba desde Caracas a Barquisimeto en una camioneta Fortuner propiedad del también pelotero Carlos Rivero (quien resultó con lesiones menores). El siniestro ocurrió específicamente en la Autopista Centro Occidental Cimarrón-Andresote en La Morita (Municipio Cocorote) en la carretera entre Yaracuy y Lara.
La colisión fue producto del impacto del mencionado vehículo contra una piedra, modus operandi que acostumbran a emplear los ladrones de la zona. El impacto ocasionó el violento vuelco del vehículo; sus restos fueron encontrados a la 1:50 AM acompañado de su compañero de equipo, el ex grandes ligas Luis Valbuena, quien también falleció en el lugar del accidente, y aunque inicialmente se difundió la información de que antisociales aprovecharon para despojarlos de sus pertenencias, la misma fue desmentida por el pelotero y compañero de equipo de Castillo, Elvis Escobar, quien presenció el accidente al ir en otro vehículo pocos metros detrás del siniestrado.
Tras su fallecimiento, los equipos Leones del Caracas, Bravos de Margarita y Caribes de Anzoátegui decidieron retirar el número 14 de sus camisetas, el cual usó en dichos equipos donde tuvo una destacada participación. Su equipo al momento de su muerte, los Cardenales de Lara, también oficializaron el retiro de su número 23. 